# Pita (miasto)
Pita – miasto w Gwinei, położone na wyżynie Futa Dżalon, w regionie Labé; 13 735 mieszkańców (2008). Przemysł spożywczy, włókienniczy.